# Limonia splendens
Limonia splendens là một loài ruồi trong họ Limoniidae. Chúng phân bố ở miền Cổ bắc.